# Alexander Ritschard
Alexander Ritschard (Zúrich, 24 de marzo de 1994) es un tenista profesional suizo.
En abril de 2018, Ritschard comenzó a representar a los Estados Unidos. El 28 de febrero de 2022 decidió volver a representar a Suiza.

## Carrera profesional
Su mejor ranking en individuales fue la posición N°163 el 12 de septiembre de 2022.

## Títulos ATP Challenger (3; 3+0)

### Individuales (3)
| N.° | Fecha                    | Torneo   | Superficie            | Oponente en la final | Resultado        |
| --- | ------------------------ | -------- | --------------------- | -------------------- | ---------------- |
| 1.  | 23 de octubre de 2022    | Hamburgo | Dura (i)              | Henri Laaksonen      | 7-5, 6-5, ret.   |
| 2.  | 28 de abril de 2024      | Savannah | Tierra batida (verde) | Andrés Andrade       | 6-2, 6-4         |
| 3.  | 29 de septiembre de 2024 | Lisboa   | Tierra batida         | Raphaël Collignon    | 3-6, 7-6(3), 6-3 |